# Unión Democrática (Argentina)
La Unión Democrática (UD) fue una alianza electoral argentina realizada en 1945 entre la Unión Cívica Radical, el Partido Socialista, el Partido Comunista y el Partido Demócrata Progresista para hacer frente a la fórmula Juan D. Perón-Hortensio Quijano en las elecciones presidenciales de Argentina de 1946.
La Unión Cívica Radical, cuya conducción estaba en manos de los alvearistas, mantenía una gran preponderancia dentro de la coalición, al punto de designar a ambos candidatos a presidente y vicepresidente: la fórmula José P. Tamborini-Enrique Mosca.
Este armado dejó fuera al sector yrigoyenista del radicalismo, el cual se dividió entre el apoyo explícito a la candidatura de Perón (Unión Cívica Radical Junta Renovadora) y la oposición interna a los denominados "unionistas", la cual estuvo encabezada por el sector "intransigente" liderado, entre otros, por Ricardo Balbín y Arturo Frondizi.
Los radicales también excluyeron del frente a sus antiguos enemigos, los conservadores, que estaban agrupados bajo el Partido Demócrata Nacional. Esta exclusión fue un golpe mortal para el PDN, que acabaría por disgregarse a los pocos años.
La derrota electoral del frente en las elecciones llevó a su disolución, y modificó notablemente la relación de fuerzas y la estrategia de los partidos que la habían conformado.

## Candidatos
José P. Tamborini, político de la Unión Cívica Radical, pertenecía a una familia terrateniente de Junín, por parte materna, vinculada al negocio exportador de trigo y manteca a Inglaterra. Intentó mediar en la huelga de los Talleres Vassena, lo que pronto se convirtió en un conflicto sindical generalizado que terminó con 700 muertos y cerca de 4000 heridos, y pasó a la historia como la Semana Trágica. En 1925 fue designado por el presidente Marcelo T. de Alvear como ministro del Interior. Durante su período como ministro de Interior se llevaron a cabo ocho de diez intervenciones federales por decreto: dos veces a Santiago del Estero (1925 y 1928), La Rioja (1925), Catamarca (1928) y Salta (1928).

## Antecedentes

### La Unión Democrática anterior a 1943
La Unión Democrática tuvo su antecedente más inmediato en la llamada década infame (1930-1943). En ese momento los partidos Unión Cívica Radical, Socialista y Demócrata Progresista (el Partido Comunista actuaba informalmente detrás de este último) iniciaron una serie de reuniones con miras a establecer una alianza electoral para enfrentar al Partido Demócrata Nacional en las elecciones presidenciales de septiembre de 1943 que podría haber llevado como candidato a presidente a Agustín P. Justo, expresidente entre 1932 y 1938, pero esta posibilidad quedó trunca debido al fallecimiento de Justo en enero de 1943. Aunque existen conexiones entre ambas no debe confundirse la Unión Democrática que intentó formarse entre 1940-1942, con la que se concretó en 1945.
El nombre sugerido para denominar a la alianza opositora fue Unión Democrática o Unidad Democrática. Los partidarios de esta alianza recibieron la denominación de «unionistas» (sobre todo entre los radicales) o «democráticos».[cita requerida]
La alianza opositora finalmente no llegó a formarse debido por una parte a la oposición interna en la Unión Cívica Radical donde se oponía el sector que luego se llamaría intransigente, y por la otra, debido a la puja entre socialistas y demócratas progresistas por la vicepresidencia.

## Origen

### Peronismo y antiperonismo
El 4 de junio de 1943 se produjo un golpe de Estado militar que derrocó al presidente Ramón Castillo dando inicio a lo que se conoce como Revolución del 43. Aunque en un inicio la mayoría de los partidos políticos (excepto el Partido Comunista) apoyaron en mayor o menor medida al nuevo gobierno militar, poco a poco comenzó a formarse una amplia oposición, en la que se destacaba principalmente el movimiento estudiantil.
En 1945 la oposición comenzó a organizarse y coordinarse. La tarea fue realizada principalmente por el embajador de Estados Unidos, Spruille Braden, un funcionario opuesto a los sindicatos y partidario de la política del gran garrote, que impulsaba la intervención abierta de Estados Unidos en los países latinoamericanos, con el argumento de combatir el nazismo en los años de la Segunda Guerra Mundial y el comunismo en la Guerra Fría.
La oposición se concentró sobre la denuncia de la supuesta condición nazi del gobierno militar argentino y de la política laboral que estaba llevando con apoyo de un sector mayoritario del sindicalismo, y apuntó sus críticas principalmente contra el coronel Juan D. Perón, por entonces Vicepresidente, Ministro de Guerra y Secretario de Trabajo del régimen militar.
La primera acción coordinada de la oposición se concretó el 16 de junio de 1945 con el Manifiesto del Comercio y la Industria en el que 321 organizaciones patronales, lideradas por la Bolsa de Comercio y la Cámara Argentina de Comercio cuestionaban duramente la política laboral. La principal queja del sector empresario era que se estaba creando «un clima de recelos, de provocación y de rebeldía, que estimula el resentimiento, y un permanente espíritu de hostilidad y reivindicación».
El movimiento sindical, en el que aún no predominaba el apoyo abierto a Perón, reaccionó rápidamente en defensa de las leyes laborales y el 12 de julio la CGT organizó un multitudinario acto bajo el lema «contra la reacción capitalista». Según el historiador radical Félix Luna esa fue la primera vez que los trabajadores comenzaron a identificarse como peronistas.
La polarización social y política continuó escalando. El antiperonismo tomó la bandera de la democracia y criticaba duramente las actitudes antidemocráticas de sus adversarios; el peronismo tomó como bandera la justicia social y criticaba duramente el desprecio por los trabajadores de sus adversarios. En sintonía con los términos de la polarización, el movimiento estudiantil expresaba su oposición con la consigna «no a la dictadura de las alpargatas» y el movimiento sindical respondía con «alpargatas sí, libros no».

#### La Junta de Coordinación Democrática
A mediados de agosto se creó una Junta de Coordinación Democrática, presidida por el radical Ricardo Garbellini, e integrada por Justiniano Allende Posse (Centro Argentino de Ingenieros), Germán López (Federación Universitaria Argentina), Bernardo Houssay (científico), José Santos Gollán (rector de la Universidad Nacional del Litoral), los demócratas progresistas Juan José Díaz Arana y Alejandro Lastra, Joaquín de Anchorena (Sociedad Rural Argentina), Laureano Landaburu (PDN), los radicales antipersonalistas José María Cantilo y Diógenes Taboada, los socialistas Nicolás Repetto y Alfredo Palacios, el demócratacristiano Manuel Ordóñez, los radicales Gabriel A. Oddone y Carlos E. Díaz Cisneros, y el comunista Rodolfo Aráoz Alfaro.

#### Marcha de la Constitución y la Libertad

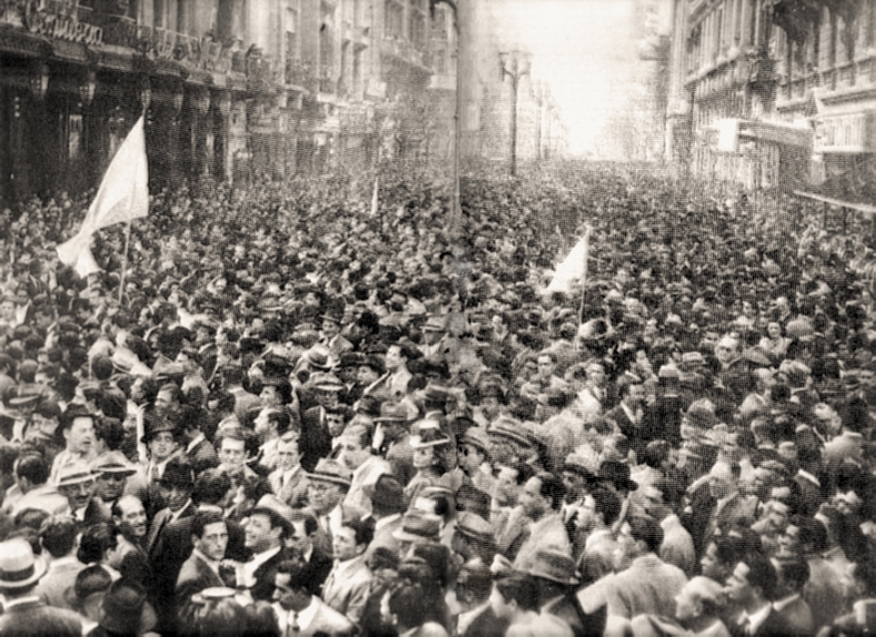
Marcha de la Constitución y la Libertad, 19 de septiembre de 1945.

El 19 de septiembre de 1945 la oposición apareció unida por primera vez con una enorme manifestación de más de 200.000 personas, la Marcha de la Constitución y la Libertad, que se dirigió del Congreso a la Recoleta. Cincuenta personalidades de la oposición encabezaban la marcha, entre ellos los radicales José P. Tamborini, Enrique Mosca, Ernesto Sammartino y Gabriel A. Oddone, el socialista Nicolás Repetto, los radicales antipersonalistas José M. Cantilo y Diógenes Taboada, el conservador (PDN) Laureano Landaburu, los demócratas cristianos Manuel Ordóñez y Rodolfo Martínez, el comunista Luis Reissig, el demócrata progresista Juan José Díaz Arana, el rector de la UBA Horacio Rivarola. La Bolsa de Comercio conspiraba en secreto y presionaba a la Cámara de Comercio para cerrar todos los establecimientos de la ciudad puerto el día de la marcha. Según algunos autores la marcha era el inmovilismo agrarista en abierta rebelión contra la revolucionaria legislación social de la Secretaría de Trabajo y Previsión.
El historiador Miguel Ángel Scenna comenta aquel hecho diciendo que:

La marcha fue una espectacular demostración de poderío de la oposición. Una larga y compacta masa de 200.000 personas -algo pocas veces o nunca visto- cubrió aceras y calzadas.

Se ha dicho que la manifestación estaba mayoritariamente integrada por personas de clase media y alta, lo que resulta históricamente indiscutible.
La magnitud de la marcha opositora impactó de lleno en el poder de Farrell-Perón y desencadenó una serie de renuncias de funcionarios: Ramón J. Cárcano como director de Previsión Social, Miguel Ángel Cárcano a la embajada en Gran Bretaña, Raúl Migone al consulado en Canadá y Ernesto Hueyo, José de Apellániz, Ernesto Bosch como director del Banco Central de la República Argentina y el descontento militar provocó la renuncia de Atilio Bramuglia como interventor en la provincia de Buenos Aires. El 6 de octubre el sepelio del estudiante Aarón Salmún Feijóo, asesinado el día 4 por una banda aliancista por negarse a vivar a Perón, se convirtió en un acto político de varios miles de personas. La designación como director de Correos y Telecomunicaciones de Oscar Nicolini, conocido como amigo y protector de la familia de Eva Duarte provocó en la oficialidad del Ejército un descontento que fue transmitido a Perón juntamente con el pedido de renuncia de ese funcionario, por el jefe de la guarnición de Campo de Mayo general Eduardo J. Ávalos, un integrante del GOU que era amigo íntimo de Perón, y cuando Perón rechazó el pedido le invitó a reunirse con la oficialidad de Campo de Mayo, a lo que accede Perón. El 8 de octubre se hace la reunión en la Secretaría de Guerra asistiendo diez oficiales de Campo de mayo y una treintena -invitada por Perón- de otras guarniciones cercanas a la Capital Federal. Perón habla en forma breve y seca, pide un voto de confianza para su gestión diciendo que renunciará a sus cargos si no lo obtiene y antes de retirarse para que deliberen con libertad, advierte a Ávalos que si  la votación le es favorable será él quien deberá pedir su retiro. En tanto se sucedían en Campo de Mayo deliberaciones entre oficiales más jóvenes que continuaron al día siguiente. Ávalos convenció a Farrell para que los escuchara en Campo de Mayo y finalmente accedió a que un oficial partidario de Perón, el general Juan Pistarini le pidiera la renuncia a sus cargos, la que se concretó el 9 de octubre. El 11 de octubre Estados Unidos le pidió a Gran Bretaña que dejara de comprar bienes argentinos durante dos semanas para producir la caída del gobierno. El 12 de octubre Perón fue detenido y llevado a la Isla Martín García. En ese momento los líderes del movimiento opositor tuvieron el país y el gobierno a su disposición. «Perón era un cadáver político» y el gobierno, presidido formalmente por Farrel, estaba en realidad en manos del general Ávalos quien, aunque miembro del GOU, sólo pretendía entregar el poder a los civiles lo antes posible.
Inmediatamente después de la renuncia de Perón, la Casa Radical de la calle Tucumán en Buenos Aires, se convirtió en el centro de deliberación de la oposición. Pero los días pasaron sin que se tomara ninguna resolución y el 17 de octubre de 1945 se produjo una gran manifestación obrera que obtuvo la liberación de Perón y la convocatoria a elecciones libres.

## Creación de la Unión Democrática

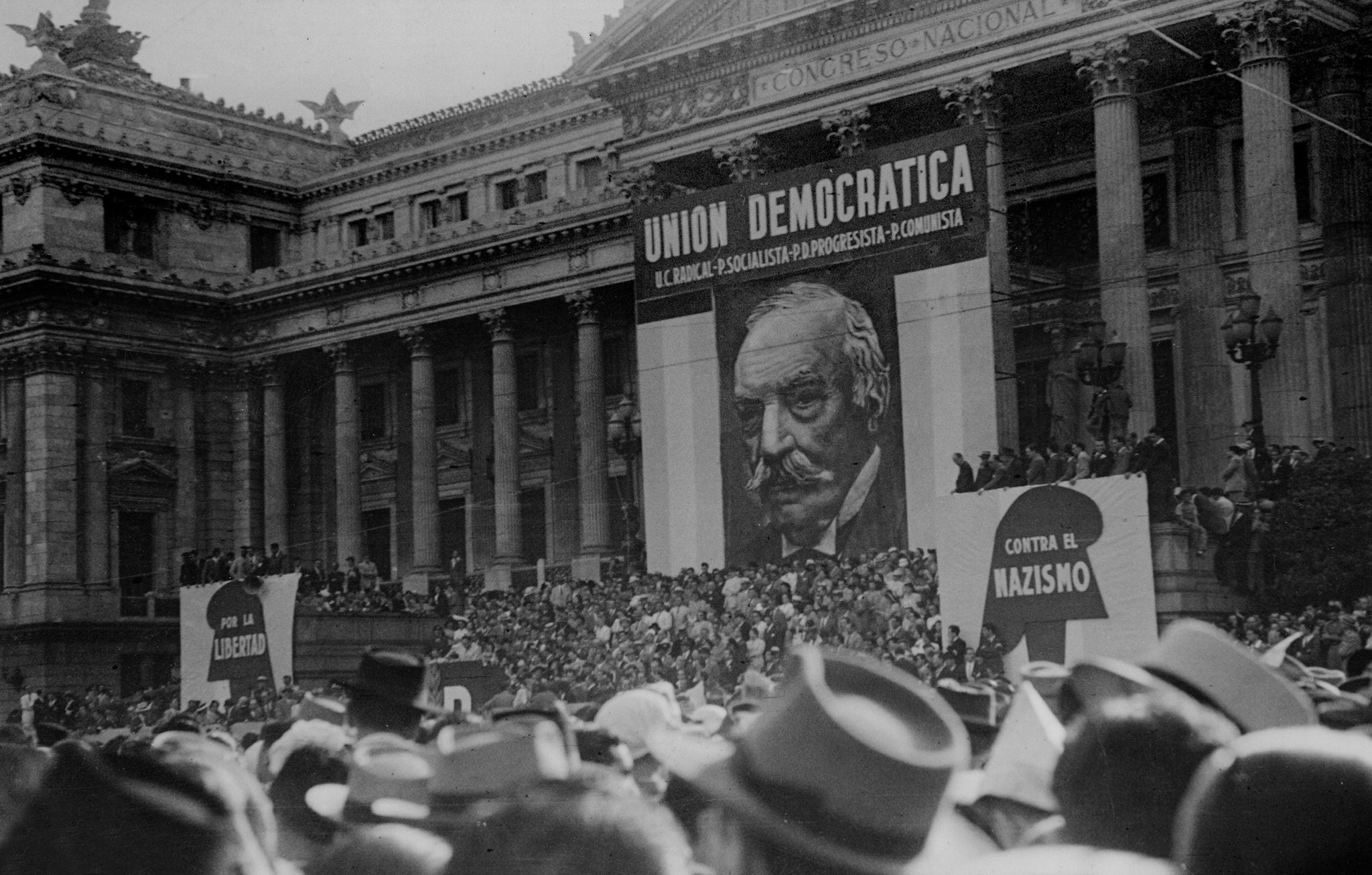
Acto del 8 de diciembre de 1945 frente al Congreso Nacional.

Luego del llamado a elecciones los partidos Socialista, Comunista, Demócrata Progresista y el Partido Demócrata Nacional, insistieron en la necesidad de realizar una alianza con la Unión Cívica Radical. Esta sin embargo se mantuvo indecisa, debido a la oposición del sector intransigente, encabezado por Amadeo Sabattini, Arturo Frondizi y Ricardo Balbín, entre otros.
Finalmente, el 14 de noviembre de 1945 se impuso el sector unionista de la UCR para crear la Unión Democrática (UD) pero con la condición de que la fórmula presidencial fuera exclusivamente radical y que se excluyera al Partido Demócrata Nacional. El radicalismo eligió como candidatos a dos unionistas: José P. Tamborini y Enrique Mosca. Los historiadores coinciden en señalar los valores morales de Tamborini pero también su falta de «estatura política» para enfrentar a Perón.
Los otros partidos también criticaron la exclusión del Partido Demócrata Nacional, a quien la UCR no perdonaba la represión y el fraude electoral sistemático que había desplegado durante la Década Infame. De todos modos el PDN dio orden de votar la fórmula Tamborini-Mosca, pero su exclusión de la alianza antiperonista facilitó su fragmentación. Mas, en algunos casos, como en Córdoba, el PDN integró formalmente la alianza.
Adhirieron también a la UD pequeños partidos, como el Partido Popular Católico y la Unión Centro Independientes, así como importantes organizaciones estudiantiles (Federación Universitaria Argentina, Federación Universitaria de Buenos Aires, etc.), patronales (UIA, SRA, CAC, etc.), y profesionales (Centro de Ingenieros, Asociación de Abogados, Sociedad Argentina de Escritores, etc.).
La UD llevó candidatos únicos para la fórmula presidencial pero permitió que cada partido llevara candidatos propios en los distritos. La UCR concurrió efectivamente con candidatos propios en todos los casos, pero las otras fuerzas utilizaron diversas variantes. Los demócratas progresistas y comunistas establecieron en la Capital Federal, Santa Fe, y Corrientes, una alianza llamada Unidad y Resistencia, en la Capital Federal la alianza llevaba como candidatos a senadores a Rodolfo Ghioldi (PC) y Julio Argentino Noble (PDP). En Córdoba la alianza incluyó a los conservadores del PDN. Los socialistas se inclinaron también por presentar candidatos propios.

## Partidos integrantes
La Unión democrática estaba integrado por los siguientes partidos políticos:
| Partido | Partido | Partido                       | Líder              | Ideología                    | Posición                    |
| ------- | ------- | ----------------------------- | ------------------ | ---------------------------- | --------------------------- |
|         |         | Unión Cívica Radical          | José Tamborini     | Socioliberalismo Radicalismo | Centro                      |
|         |         | Partido Socialista            | Nicolás Repetto    | Socialismo democrático       | Centroizquierda a Izquierda |
|         |         | Partido Comunista             | Victorio Codovilla | Comunismo Marxismo-leninismo | Extrema izquierda           |
|         |         | Partido Demócrata Progresista | Luciano Molinas    | Liberalismo                  | Centroderecha               |

## Apoyo externo
| Partido | Partido | Partido                    | Líder               | Ideología                             | Posición |
| ------- | ------- | -------------------------- | ------------------- | ------------------------------------- | -------- |
|         |         | Partido Demócrata Nacional | Antonio Santamarina | Conservadurismo Liberalismo económico | Derecha  |

## Campaña electoral
En general las fuerzas políticas y sociales de la época preveían una segura y amplia victoria de la Unión Democrática. El diario Crítica calculaba que Tamborini obtendría 332 electores contra sólo 44 de Perón. Incluso, en febrero de 1946, los demócratas progresistas y los comunistas habían preparado un golpe de Estado conducido por el Coronel Suárez, que la Unión Cívica Radical consideró innecesario porque las elecciones estaba ganada. Incluso el socialista Nicolás Repetto declaraba al cierre de los comicios que:

Puede asegurarse que el régimen imperante ha sido abrumadoramente derrotado por las fuerzas democráticas, en una jornada cívica en que cabe reconocer que las fuerzas armadas han cumplido con su palabra de garantizar la pureza del acto electoral.

Durante la campaña electoral sucedieron dos hechos que tuvieron importantes consecuencias en el resultado final:
- En diciembre el gobierno sancionó el decreto-ley 33.302/45 creando el aguinaldo y otras mejoras laborales. Las organizaciones patronales resistieron abiertamente la medida. Al finalizar diciembre de 1945 ninguna empresa había pagado el aguinaldo. La CGT declaró entonces una huelga general, que fue respondida por el sector empresario con un lock-out en las grandes tiendas comerciales. La Unión Democrática, incluyendo los partidos obreros que la integraban (Socialista y Comunista), apoyó en el conflicto al sector patronal criticando el aguinaldo. Sin embargo pocos días después fue el propio sector empresario el que llegó a un acuerdo con los sindicatos y decidido aceptar el aguinaldo, aunque pagándolo en dos cuotas.
- El otro hecho importante fue la publicación, menos de dos semanas antes de las elecciones, el 11 de febrero de 1946, de una iniciativa oficial del gobierno de los Estados Unidos con el título de Consulta entre las repúblicas americanas respecto de la situación argentina, que fue más conocido como el Libro azul. La iniciativa había sido preparada por Spruille Braden y consistía en una exposición de las supuestas complicidades de los gobiernos argentinos con los regímenes totalitarios europeos durante la Segunda Guerra Mundial.[22] Inmediatamente la Unión Democrática apoyó el Libro Azul y adicionalmente exigió la inhabilitación legal de Perón para ser candidato. Perón a su vez contraatacó planteando públicamente una simple disyuntiva que resultó sumamente exitosa: «Braden o Perón».

Contra todos los pronósticos y las expectativas de ambos bandos, en las elecciones del 24 de febrero ganó Perón por 1.467.231 votos (53%) contra 1.287.155 votos a favor de Tamborini (46%), ganando además en todas las provincias menos Corrientes y Córdoba. La derrota fue particularmente decisiva para los partidos Socialista y Comunista, que no lograron ninguna representación en el Congreso Nacional, en el caso del socialismo por primera vez desde 1912.

## Programa de la Unión Democrática
1. Defensa del orden jurídico y del sistema político de la Constitución.
2. Respeto a las autonomías provinciales y al régimen municipal electivo. Leal cumplimiento de la ley Sáenz Peña. Represión severa del fraude y de toda acción que tienda a constituir gobierno de fuerza o de tipo nazifascista.
3. Conversión y extensión de los derechos de la ciudadanía: libertad de pensamiento, de asociación y de reunión; libertad religiosa; organización sindical libre; seguridad de una existencia provechosa y sana.
4. Supresión de trabas a la inmigración extranjera que llega al país para trabajar sin odio a sus instituciones. Prohibición de actividades racistas o antisemitas.
5. Inmediata transformación en provincia de toda gobernación nacional con más de 60.000 habitantes. Autonomía financiera de la Municipalidad de Buenos Aires.
6. Moralización administrativa. Ley represiva del enriquecimiento de los funcionarios públicos, civiles y militares.
7. Derogación de la ley 4.144 sobre expulsión de extranjeros.
8. Reajuste financiero. Equilibrio de los presupuestos.
9. Política económica tendiente a la elevación del nivel de vida del pueblo: Supresión progresiva de los impuestos al consumo y a las actividades útiles. Moneda sana.
10. Política internacional fundada en la estrecha cooperación argentina con los países de clara orientación democrática. Colaboración efectiva con los demás pueblos de América. Cumplimiento sincero de los pactos suscriptos. Solidaridad con el pueblo español que lucha contra la tiranía que lo oprime. Relaciones diplomáticas y comerciales con la Unión Soviética.
11. Respeto a la autonomía universitaria, a los principios de la reforma de la enseñanza superior y al régimen de la ley de educación común.
12. Política de nacionalización de los servicios públicos y de fuentes de energía. Aprovechamiento de la energía hidroeléctrica.
13. Para prevenir de desocupación, planes orgánicos de obras públicas y de construcción de viviendas económicas. Reglamentación de la jornada de trabajo.
14. Represión de las maniobras que tienden a acaparar los instrumentos y materiales de producción y de trabajo y a encarecer el alimento, el vestido y la habitación.
15. Salario mínimo o vital. Régimen de asistencia y seguros sociales, jubilaciones y pensiones.
16. Defensa, ampliación y perfeccionamiento de las conquistas obtenidas por los trabajadores, para que la justicia social sea el signo cierto de la democracia argentina
17. Reforma agraria; subdivisión de la tierra; estabilidad del colono; amparo del trabajador rural.
18. Fomento de la cooperación libre
19. Protección a la niñez. Acción coordinada e intensa contra el analfabetismo. Intensificación de las construcciones escolares
20. Fomento de la educación profesional y técnica gratuita. Organización de la solidaridad social par los jóvenes sin recursos y desocupados par que puedan seguir un estudio, realizar un aprendizaje, conseguir un lugar de trabajo y ocupar con sentido educativo sus ratos libres-
21. Derechos políticos de la mujer
22. Plan nacional para combatir la enfermedad: alimentación sana, abundante y barata; vacaciones periódicas; servicio de maternidad y puericultura; extensión de los servicios sanitarios, construcción de hospitales, sanatorios y otros centros de asistencia y curación; movilización de todos los servicios profesionales de la medicina; perfeccionamiento de sistemas curativos y ampliación de los organismos de estudios para tal fin. Acción permanente contra enfermedades tropicales. Eliminación de las regiones insalubres. Seguro contra el paro por enfermedad

Firmado:
Por la Unión Cívica Radical: Carlos E. Cisneros y David Michel Torino
Por el Partido Socialista: Silvio L. Ruggieri y Juan Antonio Solari
Por el Partido Demócrata Progresista: Juan José Díaz Arana y Santiago P. Giorgi
Por el Partido Comunista: Rodolfo Ghioldi y Gerónimo Arnedo Álvarez

## Consecuencias de la derrota del 24 de febrero de 1946
La derrota electoral fue tomada como una debacle para la mayor parte de las fuerzas políticas que actuaron en la Unión Democrática, que nunca más volvió a reunirse.
En la UCR, los intransigentes criticaron duramente a los unionistas hasta desplazarlos definitivamente del control del partido.
Los partidos Socialista y Comunista iniciaron una decadencia prolongada que los dejó casi sin representación en la clase obrera, sus electores naturales. En el caso del socialismo, desde ese momento, las diferentes posiciones a adoptar frente al peronismo fragmentaría al partido en gran cantidad de pequeños núcleos.
El Partido Demócrata Nacional (conservador) desapareció y nunca más reapareció en Argentina un partido conservador con posibilidades electorales.